# 30348 Marizzabailey
30348 Marizzabailey è un asteroide della fascia principale. Scoperto nel 2000, presenta un'orbita caratterizzata da un semiasse maggiore pari a 2,8670680 UA e da un'eccentricità di 0,0831636, inclinata di 0,90156° rispetto all'eclittica.